# Allewia proteae
Allewia proteae är en svampart som beskrevs av E.G. Simmons 1990. Allewia proteae ingår i släktet Allewia och familjen Pleosporaceae.   Inga underarter finns listade i Catalogue of Life.